# Février 1817

## Événements
- France :

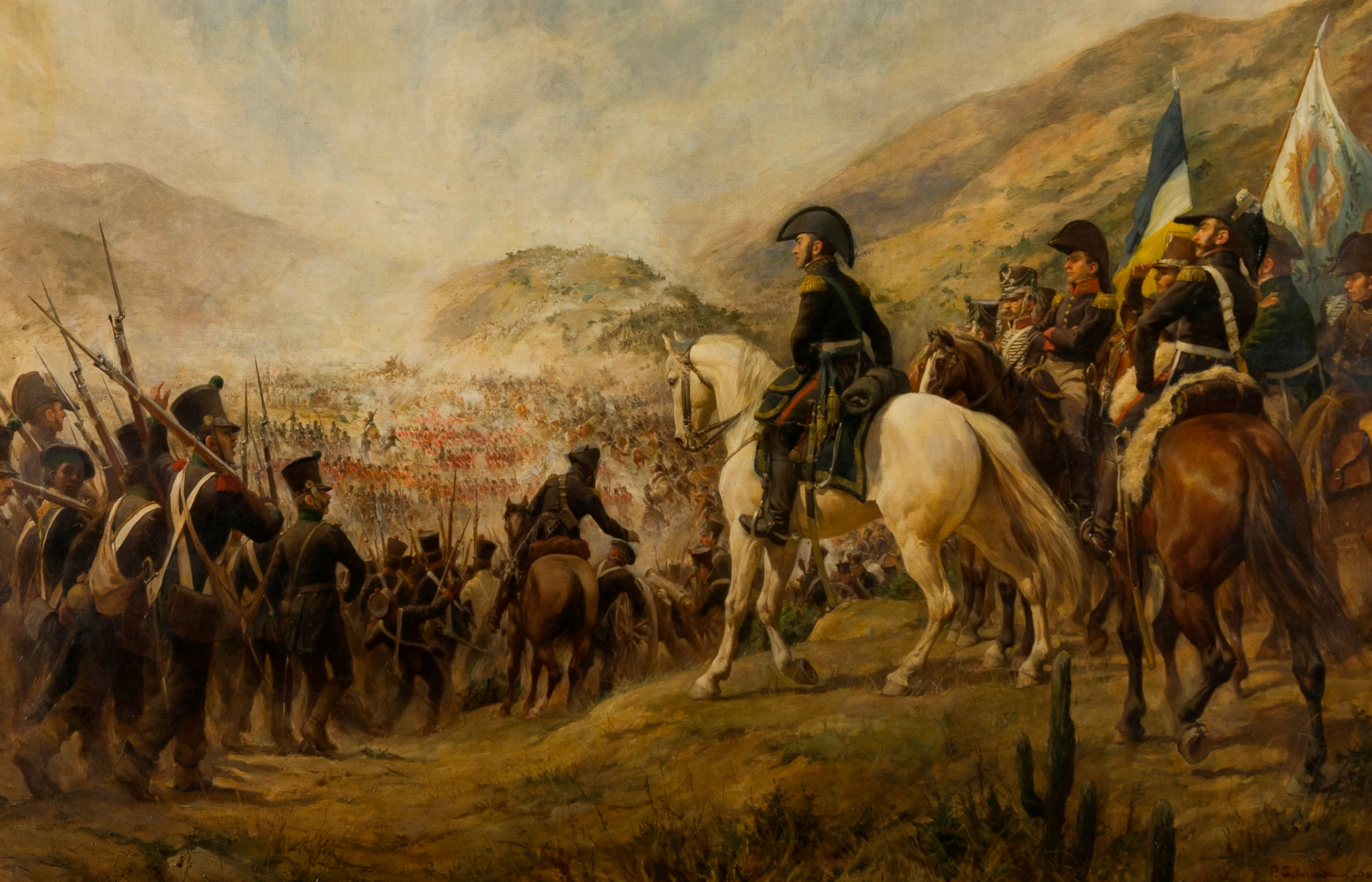
12 février 1817 : bataille de Chacabuco

  - premiers cours publics de physique et mécanique par Charles Delezenne aux Écoles académiques, rue des Arts à Lille, dans une démarche précoce d'application des sciences aux arts industriels;
  - nouvelle loi électorale censitaire (réservé aux personnes payant un certain niveau d'impôts) ; moins de 90 000 Français peuvent voter.

- 11 février : départ de Tripoli de Paolo Della Cella. Il accompagne une expédition militaire en Cyrénaïque conduite par Ahmad Bey, le fils du pacha de Tripoli Yusuf Karamanli. Elle est à Derna le 21 juin[1]. Della Cella recueille des observations sur le caractère et les mœurs des habitants du pays.

- 12 février : Bernardo O'Higgins (1776-1842) et José de San Martín sont vainqueurs à la bataille de Chacabuco, au Chili.

- 17 février, États-Unis : la première rue à être éclairée au gaz, à Philadelphie.

## Naissances
- 3 février : Achille Delesse (mort en 1881), géologue et minéralogiste français.
- 9 février : Charles Bernard de Vaisse de Roquebrune (mort à une date inconnue), général de brigade d’infanterie français.
- 15 février : Robert Angus Smith (mort en 1884), chimiste écossais.
- 17 février : François Jules Hilaire Chambrelent (mort en 1893), agronome français.
- 22 février : Karl Wilhelm Borchardt (mort en 1880), mathématicien allemand.
- 23 février : George Frederic Watts, peintre et sculpteur britannique († 1er juillet 1904).

## Décès
- 18 février : Jean-Baptiste de Grateloup, graveur français (° 15 février 1735).